# Carl Frederik af Slesvig-Holsten-Gottorp
Carl Frederik (født 29. april 1700 i Stockholm, død 18. juni 1739 på Gut Rohlfshagen bei Oldesloe) var fra 1702 til 1713 hertug i de gottorpske dele af hertugdømmet Slesvig og fra 1702 til sin død hertug i de gottorpske dele af hertugdømmet Holsten. Han var søn af hertug Frederik 4. af Slesvig-Holsten-Gottorp (med hustruen Hedvig Sofie af Sverige) og far til Peter 3. af Rusland. Carl Frederik var den sidste gottorpske hertug i Sønderjylland.
Han var nevø af Karl 12. af Sverige og af Sveriges regerende dronning Ulrikke Leonore I. Han tilbragte hele sin barndom og ungdom i Sverige, mens de gottorpske dele i hertugdømmerne blev styret af en formynderregering. I 1721 blev de gottorpske dele i hertugdømmet Slesvig igen forenet med de kongelige dele.
Hertug Carl Frederik var svensk tronprætendent efter morbroderen Karl 12.s død i 1718.